# Telia Digital-TV
Telia Digital-TV är en distributionsplattform för tv-sändningar via IPTV-teknik. Den ägs av Telia Company och lanserades 2005. Fram till 2010 skaffade man i Sverige en halv miljon kunder. 2012 nådde man med sin tjänst 12,7 procent av de svenska tv-tittarna.

## Beskrivning och historik
Telia använder sig av så kallad IPTV-teknik för att sända digital-TV, och med ett speciellt modem kopplat till ett bredbandsnät kan man se TV. Detta medför att TV och Internet delar bandbredd och att hastigheten på Internet kan påverkas när TV-sändningar visas.
Telia Digital-TV lanserades i mindre skala 2005. Den var då Telias första TV-satsning efter att man 2002 sålt sitt kabel-tv-bolag Com Hem. Com Hem såldes som en eftergift till EU:s konkurrenslagstiftning i samband med sammanslagningen av Telia och Sonera.
September 2007 meddelade Telia att den nya tv-plattformen hade 200 000 abonnenter. Vintern/våren 2008 hade Telia en kampanj som gick ut på att alla som var bredbandskunder hos Telia fick testa digital-TV i ett år med ett speciellt modem på köpet. Detta gjorde att Telia fick många nya kunder. 2010 hade Telia Digital-TV drygt 400 000 kunder, alternativt drygt 500 000 kunder. 2012 nådde Telia Digital-TV 12,7 av de svenska tv-tittarna – något färre än Telenor/Canal Digital och marksänd tv via Boxer TV AccessBoxer. Den svenska tv-marknaden dominerades då av Com Hem med en 38-procentig marknadsandel. Det andra kvartalet 2014 var kundantalet 663 000.
Telia är ett av bolagen som erbjuder tv via IPTV. Bland konkurrenterna finns Bredbandbolaget, FastTV och Tele2.

## Kanalutbud
Efter att Viasat 2008 skrivit ett femårigt avtal med Telia, kunde Telia leverera ett stort antal kanaler i sitt nät. Därefter fanns samtliga Viasat-kanaler, samtliga TV4-Gruppen-kanaler och samtliga ProSiebenSat.1 Media-kanaler att tillgå i nätet. Kanal Lokal fanns att tillgå i delar av Sverige fram till 19 januari 2009, då Kanal Lokal slutade sända på grund av bristande lönsamhet.
2014 har Telia och Viasat fortfarande samarbete om kanaldistribution av Viasat-kanaler.